# 小平市立小平第十二小学校
小平市立小平第十二小学校（こだいらしりつこだいらだいじゅうにしょうがっこう）は、東京都小平市小川町1丁目にある公立小学校である。略称は「十二小」。1968年（昭和43年）5月16日に開校した。

## 教育目標
- 明るく元気でたくましい子
- よく考えすすんで実行する子
- たがいになかよくする子

## 児童数
往時は児童数が約1000人だったこともあるが、小平市立上宿小学校が設立された際、1980年ごろから約500人と半減したが、現在は600人を越えている。

## 沿革
- 1968年（昭和43年）5月 - 小平第一小学校から分離し、本校創立。同月、開校式挙行。
- 1969年（昭和44年）
  - 2月 - 校章制定。
  - 4月 - 第1回入学式挙行。
  - 5月 - 開校宣言の日。5月16日を「開校記念日」と定める。
  - 8月 - プール完成。
- 1970年（昭和45年）3月 - 第1回卒業式挙行。最初の卒業生は58名。
- 1973年（昭和48年）3月 - 校歌制定。
- 1974年（昭和49年）2月 - 体育館完成。
- 1979年（昭和54年）4月 - 開校10周年記念式典挙行。
- 1988年（昭和63年）11月 - 開校20周年記念式典挙行。
- 1998年（平成10年）6月 - 開校30周年記念式典挙行。
- 2003年（平成15年）4月 - けやき学級（特別支援学級）開設。
- 2009年（平成21年）1月 - 開校40周年記念式典挙行。
- 2014年（平成26年）4月 - 青少年赤十字（JRC）加盟。
- 2018年（平成30年）10月 - 開校50周年記念式典挙行。
- 2019年（令和元年）10月 - 西校舎増築工事着工。

## 児童数
2020年（令和2年）5月時点
| 学年 | 1年 | 2年 | 3年 | 4年 | 5年 | 6年 | けやき学級 （特別支援学級） | 合計 |
| ---- | --- | --- | --- | --- | --- | --- | --------------------------- | ---- |
| 学級 | 4   | 3   | 3   | 3   | 3   | 2   | 4                           | 22   |
| 児童 | 122 | 91  | 113 | 90  | 93  | 77  | 30                          | 616  |

## 学区
- 上水新町1丁目（全域）・上水新町2丁目（1番地・2番地）・小川町1丁目（423番地～845番地・3001番地～3094番地）[1]
- 立川市との市境線に接する上水新町1丁目の一部では、本校より立川市立若葉台小学校の方が近い地域がある。

## アクセス
- 西武バス「立33」系統で、「小川一番」バス停下車後、徒歩約390m・約6分。
- 西武鉄道拝島線東大和市駅から、
  - 徒歩で、約1.2km・約18分。
  - 上述の西武バスで、「小川一番」バス停まで3分、下車後徒歩。

## 周辺
- 東京都立小平西高等学校
- 武蔵野美術大学
- 東京都道・埼玉県道16号立川所沢線
- 小平市立上宿小学校 - 都道16号線の北側